# DR ET 25 201
Der ET 25 201 der Deutschen Reichsbahn (DR) war ein durch Umbau entstandener elektrischer Triebwagen.
Die deutsche Wehrmacht hatte während des Zweiten Weltkriegs 1944/5 in den Niederlanden mehrere 1937 gebaute vierteilige Triebzüge der Bauart Mat ’36 der Niederländischen Eisenbahnen requiriert und nach Mecklenburg verbracht. Nachdem der deutsche Vorkriegstriebwagen ET 25 012 1957 erfolgreich aufgearbeitet worden war, beabsichtigte die DR 1959 auch die Wiederherstellung von drei dreiteiligen Triebzügen aus dem niederländischen Fahrzeugmaterial.
Hierzu waren jedoch umfangreiche Umbauten notwendig. Dies betraf in erster Linie die elektrische Ausrüstung, da die Triebwagen auf das niederländische Stromsystem von 1500 V Gleichstrom ausgelegt waren und auf das deutsche Wechselstromsystem mit 15 kV 16 2/3 Hz umgebaut werden mussten. Hierfür wurden vorhandene Bauteile der Baureihe ET 25 verwendet. Aufgrund der Größe der Wechselstrommotoren wurde jedoch ein Umbau der Drehgestelle erforderlich.
Hinzu kamen ehrgeizige Pläne zur Verkürzung der Wagenkästen auf 24 m, eine neue Fenster- und Türanordnung und eine Vergrößerung der Führerräume. Dies führte zusammen mit dem schlechten Erhaltungszustand der Fahrzeuge aufgrund der langen Standzeit zu erheblichen Verzögerungen. Aufgrund des hohen Aufwands rückte die DR von dem Plan zur Aufarbeitung von drei Triebzügen ab und beschränkte sich auf einen dreiteiligen Triebzug. 1965 wurde der Triebzug schließlich fertiggestellt. Kurz vor der Fertigstellung wurde beim RAW Berlin-Schöneweide noch ein weiterer Mittelwagen aufgearbeitet, so dass schließlich ein vierteiliger Triebzug entstand. Er erhielt die Nummer ET 25 201. Die beiden angetriebenen Endwagen wurden als ET 25 201a und -b bezeichnet, die Mittelwagen als -c und -d. 25 201a war ursprünglich NS Bk 628, 25 201b war NS CDk 615, 25 201c war NS Ce 628 und 25 201d war NS C 602.
Der ET 25 201 wurde beim Bahnbetriebswerk Leipzig-West beheimatet und als Schnell- und Eilzug zwischen Magdeburg, Erfurt und Zwickau eingesetzt. Er erwies sich aber als recht störanfällig, was auch durch Motorenüberlastung aufgrund des nachträglich eingefügten Mittelwagens bedingt war. Später wurde der Triebzug daher nur noch dreiteilig eingesetzt.
Bei der Umstellung des Nummernsystems 1970 erhielt der Triebzug die Nummern 285 201 bis 204, der überzählige Mittelwagen wurde mitumgezeichnet. Die Endwagen erhielten die Ordnungsnummern 201 und 203, die Mittelwagen die Nummern 202 und 204. Aufgrund der anhaltenden Probleme wurde der Triebzug 1971 ausgemustert und 1976 verschrottet.